# پردیس سینمایی شهر رویاها
پردیس سینمایی شهر رؤیاها یک پردیس سینمایی در شهر اصفهان، ایران است.
این سینما که در تاریخ ۲۷ اردیبهشت ۱۴۰۴ افتتاح شده دارای ۵ سالن نمایش می‌باشد.